# Allenanthus hondurensis
Allenanthus hondurensis là một loài thực vật]] thuộc họ Rubiaceae. Loài này có ở Honduras và México.